# Mouterhouse
Mouterhouse är en kommun i departementet Moselle i regionen Grand Est (tidigare regionen Lorraine) i nordöstra Frankrike. Kommunen ligger i kantonen Bitche som tillhör arrondissementet Sarreguemines. År 2022 hade Mouterhouse 273 invånare.

## Befolkningsutveckling
Antalet invånare i kommunen Mouterhouse
| Referens: INSEE |